# يحيى بن أبي منصور
يحيى بن أبي منصور كان مسؤولًا فارسيًّا بارزًا من عائلة بني المنجم، عمل فلكيًّا (منجم)، في بلاط الخليفة العباسي المأمون. كان اسمه الفارسي بيزست، أي ابن فيروزان (بزیست فیروزان). لأن والده أبو منصور أبان كان عالم فلك (منجم) في خدمة الخليفة المنصور، يمكن الاستنتاج أن يحيى قضى طفولته في بغداد. أول منصب معروف له كان فلكيًّا (منجم) للفضل بن سهل، وزير الخليفة المأمون. بعد اغتيال الفضل، اعتنق يحيى الإسلام واتخذ اسمه العربي. كما ارتبط ببيت الحكمة وذُكر مدرسًا لبني موسى. تُوفي قرب حلب عام 830 م.